# Giải vô địch bóng đá nữ thế giới 2019 (Bảng F)
Bảng F của giải vô địch bóng đá nữ thế giới 2019 sẽ diễn ra từ ngày 11 đến ngày 20 tháng 6 năm 2019. Bảng này bao gồm Chile, Thụy Điển, Thái Lan và Hoa Kỳ. Hai đội hàng đầu, có thể cùng với đội xếp thứ ba (nếu họ được xếp hạng với tư cách là 1 trong số 4 đội tốt nhất), sẽ giành quyền vào vòng 16 đội.

## Các đội tuyển
| Vị trí bốc thăm | Đội tuyển | Nhóm | Liên đoàn | Phương pháp vượt qua vòng loại                          | Ngày vượt qua vòng loại | Tham dự chung kết | Tham dự cuối cùng | Thành tích tốt nhất lần trước | Bảng xếp hạng FIFA | Bảng xếp hạng FIFA |
| Vị trí bốc thăm | Đội tuyển | Nhóm | Liên đoàn | Phương pháp vượt qua vòng loại                          | Ngày vượt qua vòng loại | Tham dự chung kết | Tham dự cuối cùng | Thành tích tốt nhất lần trước | Tháng 12-2018      | Tháng 6-2019       |
| --------------- | --------- | ---- | --------- | ------------------------------------------------------- | ----------------------- | ----------------- | ----------------- | ----------------------------- | ------------------ | ------------------ |
| F1              | Hoa Kỳ    | 1    | CONCACAF  | Vô địch giải vô địch bóng đá nữ Bắc, Trung Mỹ và Caribe | 14 tháng 10 năm 2018    | 8 lần             | 2015              | Vô địch (1991, 1999, 2015)    | 1                  | 1                  |
| F2              | Thái Lan  | 3    | AFC       | Hạng 4 Cúp bóng đá nữ châu Á                            | 12 tháng 4 năm 2018     | 2 lần             | 2015              | Vòng bảng (2015)              | 29                 | 34                 |
| F3              | Chile     | 4    | CONMEBOL  | Á quân giải vô địch bóng đá nữ Nam Mỹ                   | 22 tháng 4 năm 2018     | 1 lần             | —                 | Lần đầu                       | 38                 | 39                 |
| F4              | Thụy Điển | 2    | UEFA      | Nhất bảng 4 UEFA                                        | 4 tháng 9 năm 2018      | 8 lần             | 2015              | Á quân (2003)                 | 9                  | 9                  |

Ghi chú
1. ↑  Bảng xếp hạng của tháng 12 năm 2018 đã được sử dụng để hạt giống cho bốc thăm chung kết.

## Bảng xếp hạng
| VT | Đội       | ST | T | H | B | BT | BB | HS  | Đ | Giành quyền tham dự                     |
| -- | --------- | -- | - | - | - | -- | -- | --- | - | --------------------------------------- |
| 1  | Hoa Kỳ    | 3  | 3 | 0 | 0 | 18 | 0  | +18 | 9 | Giành quyền vào vòng đấu loại trực tiếp |
| 2  | Thụy Điển | 3  | 2 | 0 | 1 | 7  | 3  | +4  | 6 | Giành quyền vào vòng đấu loại trực tiếp |
| 3  | Chile     | 3  | 1 | 0 | 2 | 2  | 5  | −3  | 3 |                                         |
| 4  | Thái Lan  | 3  | 0 | 0 | 3 | 1  | 20 | −19 | 0 |                                         |

Trong vòng 16 đội:
- Đội nhất bảng F sẽ giành quyền thi đấu với đội nhì bảng B.
- Đội nhì bảng F sẽ giành quyền thi đấu với đội nhì bảng E.
- Đội xếp thứ ba của bảng F có thể giành quyền thi đấu với đội nhất bảng C hoặc bảng D (nếu 1 trong số 4 đội xếp thứ ba tốt nhất).

## Các trận đấu
Tất cả thời gian được liệt kê là giờ địa phương, CEST (UTC+2).

### Chile v Thụy Điển
| Chile | 0–2      | Thụy Điển                    |
| ----- | -------- | ---------------------------- |
|       | Chi tiết | - Asllani 83' - Janogy 90+4' |

| Chile | Thụy Điển |

| TM                      | 1  | Christiane Endler (c) |       |     |
| HV                      | 15 | Su Helen Galaz        |       |     |
| HV                      | 3  | Carla Guerrero        | 78'   |     |
| HV                      | 18 | Camila Sáez           |       |     |
| HV                      | 17 | Javiera Toro          |       |     |
| TV                      | 8  | Karen Araya           |       |     |
| TV                      | 10 | Yanara Aedo           |       | 84' |
| TV                      | 4  | Francisca Lara        |       |     |
| TĐ                      | 20 | Daniela Zamora        |       |     |
| TĐ                      | 9  | María José Urrutia    |       | 59' |
| TĐ                      | 21 | Rosario Balmaceda     |       |     |
| Vào thay người:         |    |                       |       |     |
| TV                      | 11 | Yessenia López        | 90+6' | 59' |
| HV                      | 2  | Rocío Soto            |       | 84' |
| Huấn luyện viên trưởng: |    |                       |       |     |
| José Letelier           |    |                       |       |     |

| TM                      | 1  | Hedvig Lindahl     |     |     |
| HV                      | 4  | Hanna Glas         |     |     |
| HV                      | 5  | Nilla Fischer      |     |     |
| HV                      | 3  | Linda Sembrant     |     |     |
| HV                      | 6  | Magdalena Eriksson | 67' |     |
| TV                      | 23 | Elin Rubensson     |     | 81' |
| TV                      | 9  | Kosovare Asllani   |     |     |
| TV                      | 17 | Caroline Seger (c) |     |     |
| TĐ                      | 10 | Sofia Jakobsson    |     |     |
| TĐ                      | 11 | Stina Blackstenius |     | 65' |
| TĐ                      | 18 | Fridolina Rolfö    |     | 65' |
| Vào thay người:         |    |                    |     |     |
| TV                      | 19 | Anna Anvegård      |     | 65' |
| TV                      | 8  | Lina Hurtig        |     | 65' |
| TĐ                      | 7  | Madelen Janogy     |     | 81' |
| Huấn luyện viên trưởng: |    |                    |     |     |
| Peter Gerhardsson       |    |                    |     |     |

| Cầu thủ xuất sắc nhất trận: Kosovare Asllani (Thụy Điển) Trợ lý trọng tài: Mayte Chávez (México) Enedina Caudillo (México) Trọng tài bàn: Marie-Soleil Beaudoin (Canada) Trọng tài sau cầu môn: Princess Brown (Jamaica) Trợ lý trọng tài video: Chris Beath (Úc) Giám sát trợ lý trọng tài video: Mohammed Abdulla Hassan Mohamed (UAE) Kylie Cockburn (Scotland) |

### Hoa Kỳ v Thái Lan
| Hoa Kỳ | 13–0     | Thái Lan |
| --- | -------- | -------- |
| - Morgan 12', 53', 74', 81', 87' - Lavelle 20', 56' - Horan 32' - Mewis 50', 54' - Rapinoe 79' - Pugh 85' - Lloyd 90+2' | Chi tiết |          |

| Hoa Kỳ | Thái Lan |

| TM                      | 1  | Alyssa Naeher     |  |     |
| HV                      | 5  | Kelley O'Hara     |  |     |
| HV                      | 7  | Abby Dahlkemper   |  |     |
| HV                      | 8  | Julie Ertz        |  | 69' |
| HV                      | 19 | Crystal Dunn      |  |     |
| TV                      | 16 | Rose Lavelle      |  | 57' |
| TV                      | 3  | Sam Mewis         |  |     |
| TV                      | 9  | Lindsey Horan     |  |     |
| TĐ                      | 17 | Tobin Heath       |  | 57' |
| TĐ                      | 13 | Alex Morgan       |  |     |
| TĐ                      | 15 | Megan Rapinoe (c) |  |     |
| Vào thay người:         |    |                   |  |     |
| TĐ                      | 10 | Carli Lloyd       |  | 57' |
| TĐ                      | 23 | Christen Press    |  | 57' |
| TĐ                      | 2  | Mallory Pugh      |  | 69' |
| Huấn luyện viên trưởng: |    |                   |  |     |
| Jill Ellis              |    |                   |  |     |

| TM                      | 18 | Sukanya Chor Charoenying |     |     |
| HV                      | 9  | Warunee Phetwiset        |     | 71' |
| HV                      | 2  | Kanjanaporn Saengkoon    |     |     |
| HV                      | 3  | Natthakarn Chinwong      |     |     |
| HV                      | 10 | Sunisa Srangthaisong     |     |     |
| TV                      | 5  | Ainon Phancha            |     |     |
| TV                      | 20 | Wilaiporn Boothduang     |     | 35' |
| TV                      | 7  | Silawan Intamee          |     |     |
| TV                      | 21 | Kanjana Sungngoen (c)    |     |     |
| TV                      | 12 | Rattikan Thongsombut     |     | 65' |
| TĐ                      | 8  | Suchawadee Nildhamrong   |     |     |
| Vào thay người:         |    |                          |     |     |
| TV                      | 6  | Pikul Khueanpet          |     | 35' |
| TĐ                      | 17 | Taneekarn Dangda         | 72' | 65' |
| TĐ                      | 13 | Orathai Srimanee         |     | 71' |
| Huấn luyện viên trưởng: |    |                          |     |     |
| Nuengrutai Srathongvian |    |                          |     |     |

| Cầu thủ xuất sắc nhất trận: Alex Morgan (Hoa Kỳ) Trợ lý trọng tài: Mariana de Almeida (Argentina) Mary Blanco (Colombia) Trọng tài bàn: Claudia Umpiérrez (Uruguay) Trọng tài sau cầu môn: Luciana Mascaraña (Uruguay) Trợ lý trọng tài video: Mauro Vigliano (Argentina) Giám sát trợ lý trọng tài video: José María Sánchez Martínez (Tây Ban Nha) Sarah Jones (New Zealand) |

### Thụy Điển v Thái Lan
| Thụy Điển                                                                      | 5–1      | Thái Lan        |
| ------------------------------------------------------------------------------ | -------- | --------------- |
| - Sembrant 6' - Asllani 19' - Rolfö 42' - Hurtig 81' - Rubensson 90+6' (ph.đ.) | Chi tiết | - Kanjana 90+1' |

| Thụy Điển | Thái Lan |

| TM                      | 1  | Hedvig Lindahl     |  |     |
| HV                      | 4  | Hanna Glas         |  |     |
| HV                      | 5  | Nilla Fischer      |  |     |
| HV                      | 3  | Linda Sembrant     |  |     |
| HV                      | 6  | Magdalena Eriksson |  |     |
| TV                      | 23 | Elin Rubensson     |  |     |
| TV                      | 9  | Kosovare Asllani   |  |     |
| TV                      | 17 | Caroline Seger (c) |  | 69' |
| TĐ                      | 8  | Lina Hurtig        |  |     |
| TĐ                      | 19 | Anna Anvegård      |  | 77' |
| TĐ                      | 18 | Fridolina Rolfö    |  | 46' |
| Vào thay người:         |    |                    |  |     |
| TĐ                      | 7  | Madelen Janogy     |  | 46' |
| TĐ                      | 22 | Olivia Schough     |  | 69' |
| TĐ                      | 20 | Mimmi Larsson      |  | 77' |
| Huấn luyện viên trưởng: |    |                    |  |     |
| Peter Gerhardsson       |    |                    |  |     |

| TM                      | 1  | Waraporn Boonsing     |       |     |     |
| HV                      | 5  | Ainon Phancha         |       |     |     |
| HV                      | 3  | Natthakarn Chinwong   | 90+5' |     |     |
| HV                      | 19 | Pitsamai Sornsai      |       |     |     |
| HV                      | 10 | Sunisa Srangthaisong  |       |     |     |
| TV                      | 6  | Pikul Khueanpet       |       |     |     |
| TV                      | 7  | Silawan Intamee       |       | 89' |     |
| TV                      | 8  | Miranda Nild          |       |     |     |
| TV                      | 17 | Taneekarn Dangda      | 45+1' |     |     |
| TV                      | 12 | Rattikan Thongsombut  |       | 56' |     |
| TĐ                      | 21 | Kanjana Sungngoen (c) |       |     |     |
| Vào thay người:         |    |                       |       |     |     |
| TĐ                      | 13 | Orathai Srimanee      |       | 56' | 81' |
| TV                      | 15 | Orapin Waenngoen      |       |     | 81' |
| TV                      | 11 | Sudarat Chucheun      |       | 89' |     |
| Huấn luyện viên trưởng: |    |                       |       |     |     |
| Nuengrutai Srathongvian |    |                       |       |     |     |

| Cầu thủ xuất sắc nhất trận: Kosovare Asllani (Thụy Điển) Trợ lý trọng tài: Bernadettar Kwimbira (Malawi) Lidwine Rakotozafinoro (Madagascar) Trọng tài bàn: Katalin Kulcsár (Hungary) Trọng tài sau cầu môn: Katalin Török (Hungary) Trợ lý trọng tài video: Felix Zwayer (Đức) Giám sát trợ lý trọng tài video: Paolo Valeri (Ý) Sarah Jones (New Zealand) |

### Hoa Kỳ v Chile
| Hoa Kỳ                      | 3–0      | Chile |
| --------------------------- | -------- | ----- |
| - Lloyd 11', 35' - Ertz 26' | Chi tiết |       |

| Hoa Kỳ | Chile |

| TM                      | 1  | Alyssa Naeher    |     |     |
| HV                      | 11 | Ali Krieger      |     |     |
| HV                      | 7  | Abby Dahlkemper  |     | 82' |
| HV                      | 4  | Becky Sauerbrunn |     |     |
| HV                      | 12 | Tierna Davidson  |     |     |
| TV                      | 6  | Morgan Brian     |     |     |
| TV                      | 8  | Julie Ertz       |     | 46' |
| TV                      | 9  | Lindsey Horan    | 23' | 59' |
| TĐ                      | 23 | Christen Press   |     |     |
| TĐ                      | 10 | Carli Lloyd (c)  |     |     |
| TĐ                      | 2  | Mallory Pugh     |     |     |
| Vào thay người:         |    |                  |     |     |
| TĐ                      | 22 | Jessica McDonald |     | 46' |
| TV                      | 20 | Allie Long       | 88' | 59' |
| HV                      | 14 | Emily Sonnett    |     | 82' |
| Huấn luyện viên trưởng: |    |                  |     |     |
| Jill Ellis              |    |                  |     |     |

| TM                      | 1  | Christiane Endler (c) |       |     |
| HV                      | 15 | Su Helen Galaz        | 90+4' |     |
| HV                      | 3  | Carla Guerrero        |       |     |
| HV                      | 18 | Camila Sáez           |       |     |
| HV                      | 17 | Javiera Toro          |       |     |
| TV                      | 6  | Claudia Soto          |       | 46' |
| TV                      | 8  | Karen Araya           |       |     |
| TV                      | 4  | Francisca Lara        | 76'   | 89' |
| TĐ                      | 20 | Daniela Zamora        |       |     |
| TĐ                      | 9  | María José Urrutia    |       | 68' |
| TĐ                      | 21 | Rosario Balmaceda     |       |     |
| Huấn luyện viên trưởng: |    |                       |       |     |
| TV                      | 11 | Yessenia López        |       | 46' |
| TĐ                      | 19 | Yessenia Huenteo      | 80'   | 68' |
| TV                      | 14 | Daniela Pardo         |       | 89' |
| Huấn luyện viên trưởng: |    |                       |       |     |
| José Letelier           |    |                       |       |     |

| Cầu thủ xuất sắc nhất trận: Christiane Endler (Chile) Trợ lý trọng tài: Kylie Cockburn (Scotland) Mihaela Tepusa (România) Trọng tài bàn: Esther Staubli (Thụy Sĩ) Trọng tài sau cầu môn: Susanne Küng (Thụy Sĩ) Trợ lý trọng tài video: Clément Turpin (Pháp) Giám sát trợ lý trọng tài video: Drew Fischer (Canada) Maryna Striletska (Ukraina) |

### Thụy Điển v Hoa Kỳ
| Thụy Điển | 0–2      | Hoa Kỳ                            |
| --------- | -------- | --------------------------------- |
|           | Chi tiết | - Horan 3' - Andersson 50' (l.n.) |

| Thụy Điển | Hoa Kỳ |

| TM                      | 1  | Hedvig Lindahl      |     |     |
| HV                      | 15 | Nathalie Björn      |     |     |
| HV                      | 13 | Amanda Ilestedt     |     |     |
| HV                      | 3  | Linda Sembrant      |     |     |
| HV                      | 2  | Jonna Andersson     |     |     |
| TV                      | 9  | Kosovare Asllani    |     | 79' |
| TV                      | 16 | Julia Zigiotti Olme |     |     |
| TV                      | 17 | Caroline Seger (c)  |     | 63' |
| TV                      | 10 | Sofia Jakobsson     | 87' |     |
| TV                      | 22 | Olivia Schough      |     | 56' |
| TĐ                      | 11 | Stina Blackstenius  |     |     |
| Vào thay người:         |    |                     |     |     |
| TĐ                      | 18 | Fridolina Rolfö     |     | 56' |
| HV                      | 4  | Hanna Glas          |     | 63' |
| TV                      | 8  | Lina Hurtig         |     | 79' |
| Huấn luyện viên trưởng: |    |                     |     |     |
| Peter Gerhardsson       |    |                     |     |     |

| TM                      | 1  | Alyssa Naeher    |     |     |
| HV                      | 5  | Kelley O'Hara    | 59' |     |
| HV                      | 7  | Abby Dahlkemper  |     |     |
| HV                      | 4  | Becky Sauerbrunn |     |     |
| HV                      | 19 | Crystal Dunn     |     |     |
| TV                      | 3  | Sam Mewis        |     |     |
| TV                      | 16 | Rose Lavelle     |     | 63' |
| TV                      | 9  | Lindsey Horan    |     |     |
| TĐ                      | 17 | Tobin Heath      |     |     |
| TĐ                      | 13 | Alex Morgan (c)  |     | 46' |
| TĐ                      | 15 | Megan Rapinoe    |     | 83' |
| Vào thay người:         |    |                  |     |     |
| TĐ                      | 10 | Carli Lloyd      |     | 46' |
| TĐ                      | 23 | Christen Press   |     | 63' |
| TĐ                      | 2  | Mallory Pugh     |     | 83' |
| Huấn luyện viên trưởng: |    |                  |     |     |
| Jill Ellis              |    |                  |     |     |

| Cầu thủ xuất sắc nhất trận: Tobin Heath (Hoa Kỳ) Trợ lý trọng tài: Ekaterina Kurochkina (Russia) Petruța Iugulescu (Romania) Trọng tài bàn: Esther Staubli (Switzerland) Trọng tài sau cầu môn: Susanne Küng (Switzerland) Trợ lý trọng tài video: Danny Makkelie (Netherlands) Giám sát trợ lý trọng tài video: Chris Beath (Australia) Chrysoula Kourompylia (Greece) |

### Thái Lan v Chile
| Thái Lan | 0–2      | Chile                               |
| -------- | -------- | ----------------------------------- |
|          | Chi tiết | - Waraporn 48' (l.n.) - Urrutia 80' |

| Thái Lan | Chile |

| TM                      | 1  | Waraporn Boonsing     | 85' |       |
| HV                      | 9  | Warunee Phetwiset     |     | 90+1' |
| HV                      | 3  | Natthakarn Chinwong   |     |       |
| HV                      | 19 | Pitsamai Sornsai      | 59' |       |
| HV                      | 10 | Sunisa Srangthaisong  |     |       |
| TV                      | 5  | Ainon Phancha         |     |       |
| TV                      | 6  | Pikul Khueanpet       |     |       |
| TV                      | 8  | Miranda Nild          |     |       |
| TV                      | 12 | Rattikan Thongsombut  |     | 58'   |
| TV                      | 7  | Silawan Intamee       |     | 73'   |
| TĐ                      | 21 | Kanjana Sungngoen (c) |     |       |
| Vào thay người:         |    |                       |     |       |
| TV                      | 15 | Orapin Waenngoen      |     | 58'   |
| TV                      | 11 | Sudarat Chucheun      |     | 73'   |
| HV                      | 2  | Kanjanaporn Saengkoon |     | 90+1' |
| Huấn luyện viên trưởng: |    |                       |     |       |
| Nuengrutai Srathongvian |    |                       |     |       |

| TM                      | 1  | Christiane Endler (c) |  |     |     |
| HV                      | 2  | Rocío Soto            |  |     |     |
| HV                      | 3  | Carla Guerrero        |  |     |     |
| HV                      | 18 | Camila Sáez           |  |     |     |
| HV                      | 4  | Francisca Lara        |  |     |     |
| TV                      | 8  | Karen Araya           |  | 46' |     |
| TV                      | 10 | Yanara Aedo           |  |     |     |
| TV                      | 11 | Yessenia López        |  |     |     |
| TV                      | 20 | Daniela Zamora        |  |     |     |
| TV                      | 21 | Rosario Balmaceda     |  |     |     |
| TĐ                      | 9  | María José Urrutia    |  |     |     |
| Vào thay người:         |    |                       |  |     |     |
| FW                      | 13 | Javiera Grez          |  | 46' | 88' |
| FW                      | 7  | María José Rojas      |  |     | 88' |
| Huấn luyện viên trưởng: |    |                       |  |     |     |
| José Letelier           |    |                       |  |     |     |

| Cầu thủ xuất sắc nhất trận: María José Urrutia (Chile) Trợ lý trọng tài: Sarah Jones (New Zealand) Maria Salamasina (Samoa) Trọng tài bàn: Gladys Lengwe (Zambia) Trọng tài sau cầu môn: Bernadettar Kwimbira (Malawi) Trợ lý trọng tài video: Paolo Valeri (Liên đoàn bóng đá Ý) Giám sát trợ lý trọng tài video: Drew Fischer (Canada) Mihaela Tepusa (România) |